# Horst Wachendorf
Horst Wachendorf (* 29. Oktober 1935 in Sulingen) ist ein deutscher Geologe, dessen Hauptforschungsgebiete die Regionale und Strukturgeologie sind.

## Leben
Nach dem Abitur in Diepholz studierte er an den Universitäten in Göttingen und Wien Geologie. Nach dem Diplom in Göttingen 1960 folgte 1962 die Promotion zum Dr. rer. nat. (Dissertation: Wesen und Herkunft der Sedimente des westfälischen Flözleeren). Er wurde daraufhin Assistent, später Oberassistent, am Institut für Geologie-Paläontologie der TU Braunschweig. Hier habilitierte er sich 1970 (Habil.-Schrift: Rhyolithe und Basalte der Lebombos im Hinterland von Lourenco Marques [Mocambique]) und wurde hierfür 1971 mit dem Hermann-Credner-Preis ausgezeichnet. 1974 wurde er zum Professor ernannt. Über mehrere Jahre Geschäftsführender Leiter des späteren Instituts für Geowissenschaften, wirkte er zwischenzeitlich als Dekan des Fachbereichs für Physik und Geowissenschaften.
Grundlage seiner Forschungen waren geologische Aufnahmen im Harz, Rheinischen Schiefergebirge sowie im Rahmen vorrangig von der Deutschen Forschungsgemeinschaft geförderter Auslandstätigkeiten in Mocambique, Südafrika, Griechenland und Jordanien.Regionale, strukturgeologische Befunde und deren geodynamische Interpretation sowie petrographisch-paläovulkanologische Analysen waren Forschungsschwerpunkte, die in Zusammenarbeit mit Kollegen, Diplomanden und Doktoranden bearbeitet wurden. Mit dem Ausscheiden aus dem Hochschuldienst (2001) ehrten ihn seine Schüler und Kollegen mit einer Festschrift.

## Schriften (Auswahl)
- The rhyolitic lava flows of the Lebombos (SE Africa).-Bul.Volc.,37,515-529,1973.
- Vulkanismus und Grabenbildung im Roten Meer. In: Geologische Rundschau, 62, 754–773, 1973, gemeinsam mit W. Schneider.
- Proterozoic-Paleozoic geosynclinal and orogenic evolution of Central Europe. In: Geolocial Society of America Bulletin, 84, 2611–2630, 1973, gemeinsam mit W. Krebs.
- Faltungskerne im mitteleuropäischen Grundgebirge. Abbilder eines orogenen Diapirismus. In: Neues Jahrbuch Geologisch-Paläontologische Abhandlungen, 147, 30–60, 1974, gemeinsam mit W. Krebs.
- Geodynamik des mittelkretischen Deckenstapels (nördliches Dikti-Gebirge).  E. Schweizerbart, Stuttgart 1980, ISBN 3-510-50025-3, gemeinsam mit S. Aust, P. Gralla, J. Koll, J. Schulze.
- Geologie-Südafrika (Mocambique, Swaziland, Republik Südafrika). Afrika Kartenwerk S. 3, 1982, ISBN 3-443-28329-2, gemeinsam mit R. Förster und H. Martin.
- The role of pressure in control of Potassium, Sodium and Copper concentration in hypabyssal intrusives as demonstrated in Late Precambrian dikes in southwest Jordan. In: Precambrian Research, 30, 221–248, 1985, gemeinsam mit G. H. Jarrar und D. Zachmann.
- Fakten zum Harz-Paläozoikum und ihre geodynamische Interpretation. In: Nova Acta Leopoldina, N.F. 291, Band 71, 119–150, 1985, gemeinsam mit P. Buchholz und H. Zellmer.
- Die südägäische Inselbrücke. In: V. Jacobshagen (Hrsg.): Geologie von Griechenland. 1985, ISBN 3-443-11019-3, gemeinsam mit E. Seidel.
- A Pan-African alkaline pluton intruding the Saramuj conglomerate, South-West Jordan. In: Geologische Rundschau. 1993, 82: 121–135, gemeinsam mit G. Jarrar und D. Zachmann.
- Druckbetonte detritische Minerale in rhenohercynischen Grauwacken. Grundlage eines geodynamischen Modells. In: Neues Jahrbuch Geologisch-Paläontäologische Abhandlungen, 218, 3–22, 2000, gemeinsam mit M. Ganssloser.
- Origin, age and petrogenesis of Neoproterozoic composite dikes from the Arabian-Nubian Shield, SW Jordan. In: Geologisches Jahrbuch, 39, 157–178, 2004, gemeinsam mit G. Jarrar, G. Saffarini und A. Baumann.
- Westharz. In: Stratigraphie von Deutschland. Unterkarbon, 2006, 387–414, ISBN 3-932537-37-8, gemeinsam mit P. Buchholz, C. Obert, E. Trapp und H. Zellmer.
- Harz. In: Stratigraphie von Deutschland. Devon, 2008, 507–518, 532–547, ISBN 978-3-510-49200-8, gemeinsam mit P. Buchholz, F. W. Luppold, E. Trapp und H. Zellmer.